# جان ميشال كابو
جان ميشال كابو (بالفرنسية: Jean-Michel Capoue)‏ هو لاعب كرة قدم فرنسي في مركز الوسط، ولد في 18 سبتمبر 1972 في بوانت-آه-بيتر في فرنسا. لعب مع نادي أنغوليم ونادي إنتينت ونادي جازيليك أجاكسيو ونادي فيشر أثليتيك ونادي كان ونادي ليتون أورينت.

## وصلات خارجية
- جان ميشال كابو على موقع قاعدة بيانات كرة القدم.إي يو (الإنجليزية)
- جان ميشال كابو على موقع عالم كرة القدم.نت (الإنجليزية)